# Gren (växtdel)

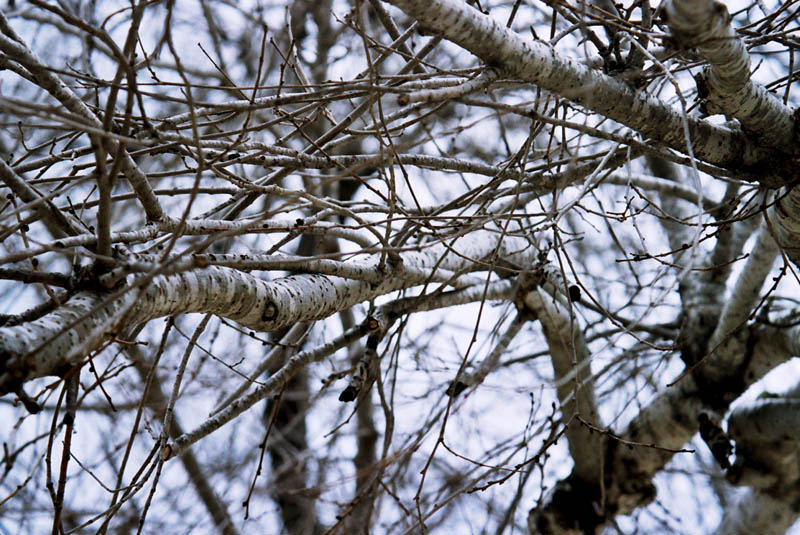
Grenar och kvistar.

En gren eller en trädgren (ibland kallad en ramus inom botanik) är en del på träd och buskar som sitter fast i, men är inte en del av, stammen.
Grenens syfte är att lyfta bladen till riktningen solen skiner och öka den solbelysta arean utan konkurrera med andra delar av trädet, för att underlätta detta kan grenar växa åt alla håll, men de flesta är diagonalt uppåtriktade. Mindre grenar kallas kvistar.